# Jean-Baptiste Pitois
Jean-Baptiste Pitois, meglio noto come Paul Christian (Remiremont, 15 maggio 1811 – Lione, 12 luglio 1877), è stato un letterato ed esoterista francese.
Noto per Histoire de la magie, pubblicato per la prima volta in Francia nel 1870 e per L'Homme Rouge des Tuileries pubblicato nel 1863.

## Primi anni
Jean-Baptiste Pitois è nato il 15 maggio 1811 a Remiremont, in Francia. La sua famiglia voleva che diventasse sacerdote e gli permise di crescere in una comunità monastica. Tuttavia, alla fine decise di non seguire la carriera ecclesiastica. Da giovane, si trasferì a Parigi, dove divenne socio di Charles Nodier, una delle principali voci letterarie del movimento romantico, che allora stava emergendo nel continente. L'interesse di Nodier per l'occulto influenzò Pitois.

## Carriera
Pitois divenne giornalista e scrisse in gran parte sotto lo pseudonimo di Paul Christian. Collaborò con Nodier nella stesura di Paris historique. Promenade dans les rues de Paris. Avec Résumé de l'Histoire de Paris (1837-1840), che è stato il suo primo libro, seguito dal suo Études historiques sur les révolutions de Paris (1839). Nello stesso anno fu nominato bibliotecario del Ministero della Pubblica Istruzione. Lavorare con Nodier attraverso la massa di materiale non catalogato gli aprì un nuovo livello di interesse per l'occulto, sebbene questo non si sia manifestato per anni. Nel frattempo, servì nell'esercito francese ad Algeri dal 1843 al 1844 e scrisse diversi testi storici.
Pitois aveva letto molto sull'occultismo e sviluppato una forte posizione anticlericale. Durante la sua vita, molti testi orientali erano stati tradotti in francese, così come le opere di Emanuel Swedenborg. Nel 1859 Pitois si dedicò alla scrittura di Histoire de la magie, du monde surnaturel et de la fatalité à travers les temps et les peuples (1870) (Storia della magia, del mondo soprannaturale e del destino , attraverso tempi e popoli). Scritto con cautela per non offendere il suo pubblico in gran parte cattolico, il libro divenne immediatamente una lettura estremamente popolare. In quest'opera, Pitois esplorò l'intero mondo dell'occulto spiegando ogni elemento, e fornì una storia delle pratiche magiche in Occidente dall'antichità.

## Tarocchi
Nel 1863 aveva pubblicato un testo, L'Homme Rouge des Tuileries, che sarebbe diventato importante per i cultori della divinazione tramite i Tarocchi: si deve a lui, in questo libro, l'introduzione dei termini Arcani maggiori (i cosiddetti 22 Trionfi) e Arcani minori (le 56 carte numerali e di Corte). Prima di lui i vari studiosi dei Tarocchi usavano altri termini: atous, atous-tarots (Antoine Court de Gébelin); lame (Etteilla); chiavi (Eliphas Lévi). Sempre a Pitois si deve l'attribuzione del nome di Mago alla carta del Il Bagatto, e di Iside-Urania all'Imperatrice, nomi che avrebbero avuto durevole fortuna nei mazzi occultistici a venire. Inoltre, nella sua concezione, la carta del Diavolo perde per la prima volta il significato satanico per diventare simbolo di fatalità.

## Morte
La sua salute declinò fino alla morte che lo colse a Lione il 12 luglio 1877. Lasciò un'opera ancora inedita sull'astrologia che, secondo quanto riferito, contiene numerose allusioni agli eventi contemporanei come prova del valore dell'oroscopo.

## Pubblicazioni
- Christian, Paul [Jean-Baptiste Pitois]. Histoire de la magie, du monde surnaturel et de la fatalité à travers les temps et les peuples-1870 Tradotto da Ross Nichols come Storia e pratica della magia. New York: Citadel Press, 1969
- L'Homme Rouge des Tuileries par Paul Christian ancien bibliothécaire - illustré de 22 figures kabbalistiques. Paris publié par l'auteur, rue d'Angouleme, 22, Champs-Elysées, et chez tous les libraires. M DCCC LXII[2].
- Tarocchi Egizi e misteri dell'oroscopo, a cura di Giordano Berti Torino, Edizioni dello Scarabeo, 1989.